# 최인정
최인정(崔仁貞, 1990년 5월 21일~)은 대한민국의 펜싱 선수로 주 종목은 에페이다. 2012년과 2020년 하계 올림픽에서 여자 에페 단체전 은메달을 획득했다.

## 생애
금산군 금성면 마수리에서 태어났다.

## 학력
- 금산용문초등학교
- 금산여자중학교
- 금산여자고등학교
- 대덕대학

## 경력
- 2012년 하계 올림픽 펜싱 여자 국가대표
- 2011년 아시아 펜싱 선수권 대회 국가대표

## 수상
- 2011년 아시아 펜싱 선수권 대회 여자 에페 단체전 준우승
- 2011년 아시아 펜싱 선수권 대회 여자 에페 개인전 우승
- 2012년 아시아 펜싱 선수권 대회 여자 에페 개인전 동메달
- 2012년 하계 올림픽 펜싱 여자 단체 에페 은메달
- 2013년 하계 유니버시아드 여자 단체 에페 은메달
- 2020년 하계 올림픽 펜싱 여자 단체 에페 은메달